# Прокопівка (Новгород-Сіверський район)
Про́копівка — село в Україні, у Новгород-Сіверській міській громаді Новгород-Сіверського району Чернігівської області. Населення становить — 183 осіб. Село має хутір, який знаходиться на відстані півкілометра і зветься — Підгірне.
До 2020 орган місцевого самоврядування — Биринська сільська рада.

## Географія
У селі бере початок річка Торкна, ліва притока Десни.

## Символіка
На гербі зображене срібне крило орла, що тримає булаву. Крило орла нагадує анклав Чернігівської області на лівому березі Десни, де знаходиться село в оточенні Сумської області (блакитний колір). Булава - село козацьке.

## Історія
Прокопівка з’явилася на Биринських грунтах за поляків в 1640-х рр. як пільгове поселення - слобода. Також Прокопівка значиться слободою і в царській грамоті 1669 р. А в універсалі гетьмана Івана Самойловича Прокопівка вже названа селом, приналежним кафедральному Чернігівському Борисоглібському монастирю.
За даними опису Новгород-Сіверського намісництва 1779-1781 рр., село Прокопівка  Шептаківської сотні Стародубського полку знаходилося  в низовині біля болота Торкна, на міжсільській дорозі. У Прокопівці була одна дерев’яна церква, 2 священика та 2 причетника.
У 1918-19 рр. Прокопівка входила до складу Биринської республіки, з падінням якої Богословська церква була пограбована більшовиками, а Прокопівка стала колгоспним селом Шосткинського району.
Під час організованого радянською владою Голодомору 1932—1933 років село було занесене на «чорну дошку».
12 червня 2020 року, відповідно до розпорядження Кабінету Міністрів України № 730-р «Про визначення адміністративних центрів та затвердження територій територіальних громад Чернігівської області», увійшло до складу Новгород-Сіверської міської громади.
19 липня 2020 року, в результаті адміністративно - територіальної реформи та ліквідації колишнього Новгород-Сіверського району, село увійшло до новоствореного Новгород-Сіверського району Чернігівської області.